# Брику, Жан-Луи
Жан-Луи Брику (фр. Jean-Louis Bricout; род. 27 декабря 1957[…], Бьюзиньи) — французский политик. Депутат Национального собрания Франции.

## Биография
Родился 27 декабря 1957 года в Бюзиньи (департамент Нор) в семье рабочего. Получив высшее образование в Сен-Кантене, стал работать в компании France Télécom. В 2006 году оставил работу в France Telecom и стал помощником депутата Национального собрания Жана-Пьера Баллигана.
В 2008 году выставил свою кандидатуру на выборах мэра города Боэн-ан-Вермандуа и одержал победу. В 2010 году по списку социалистов прошел в состав Регионального совета Пикардии.
В 2012 году, после решения Жана-Пьера Баллигана, семь раз избиравшегося в Национальное собрание, не выставлять свою кандидатуру на очередных выборах, Брику был выбран его преемником и одержал победу на выборах в Национальное собрание 2012 года по 3-му избирательному округу департамента Эна. Через неделю после избрания в Национальное собрание вышел из Регионального совета Пикардии.
23 марта 2014 года Жан-Луи Брику был переизбран мэром города Боэн-ан-Вермандуа в первом туре с 63,60 % голосов. На выборах в Национальное собрание 2017 года вновь победил в 3-м округе, получив во 2-м туре 60,45 % голосов против кандидата Национального фронта. Из-за закона о невозможности совмещения мандатов 21 июня 2017 года ушёл в отставку с поста мэра Боэн-ан-Вермандуа, оставшись членом городского совета. 16 октября 2017 года вышел из этого совета.
На выборах в Национальное собрание 2022 года Жан-Луи Брику вновь баллотировался в третьем округе департамента Эна при поддержке левого избирательного блока NUPES. Президентское большинство не выставляет против него своего кандидата, и он уверенно побеждает во втором туре кандидата Национального объединения, набрав 54,9 % голосов. Отвергая альянс Социалистической партии с «Непокорённой Францией», отказался присоединиться к группе социалистов в Национальном собрании. Является членом Комиссии по устойчивому развитию и планированию территорий.
На Парламентских выборах 2024 года, назначенных после роспуска президентом Эмманюэлем Макроном Национального собрания 9 июня 2024 года, Жан-Луи Брику вновь баллотировался, но проиграл во 2-м туре кандидату партии Национальное объединение Эдди Кастерману.

## Занимаемые выборные должности
18.03.2001 — 16.03.2008 — вице-мэр города Боэн-ан-Вермандуа

17.03.2008 — 21.06.2017 — мэр города Боэн-ан-Вермандуа

22.03.2010 — 30.06.2012 — член Регионального совета Пикардии

18.06.2012 — 09.06.2024 — депутат Национального собрания Франции от 3-го избирательного округа департамента Эна